# ベイルート-ダマスカス鉄道B形蒸気機関車

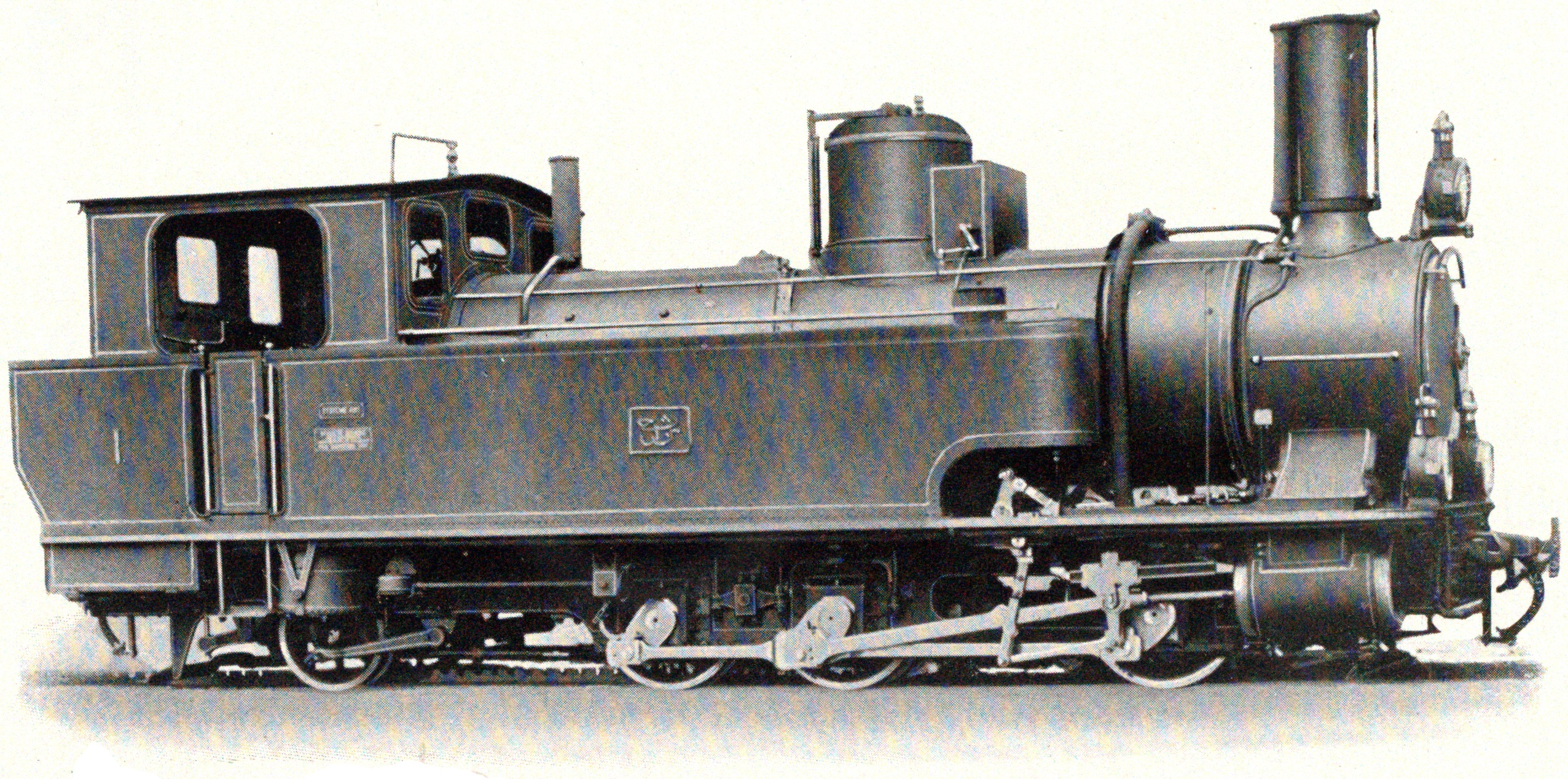
ベイルート-ダマスカス鉄道B形蒸気機関車、メーカーであるSLMの公式写真

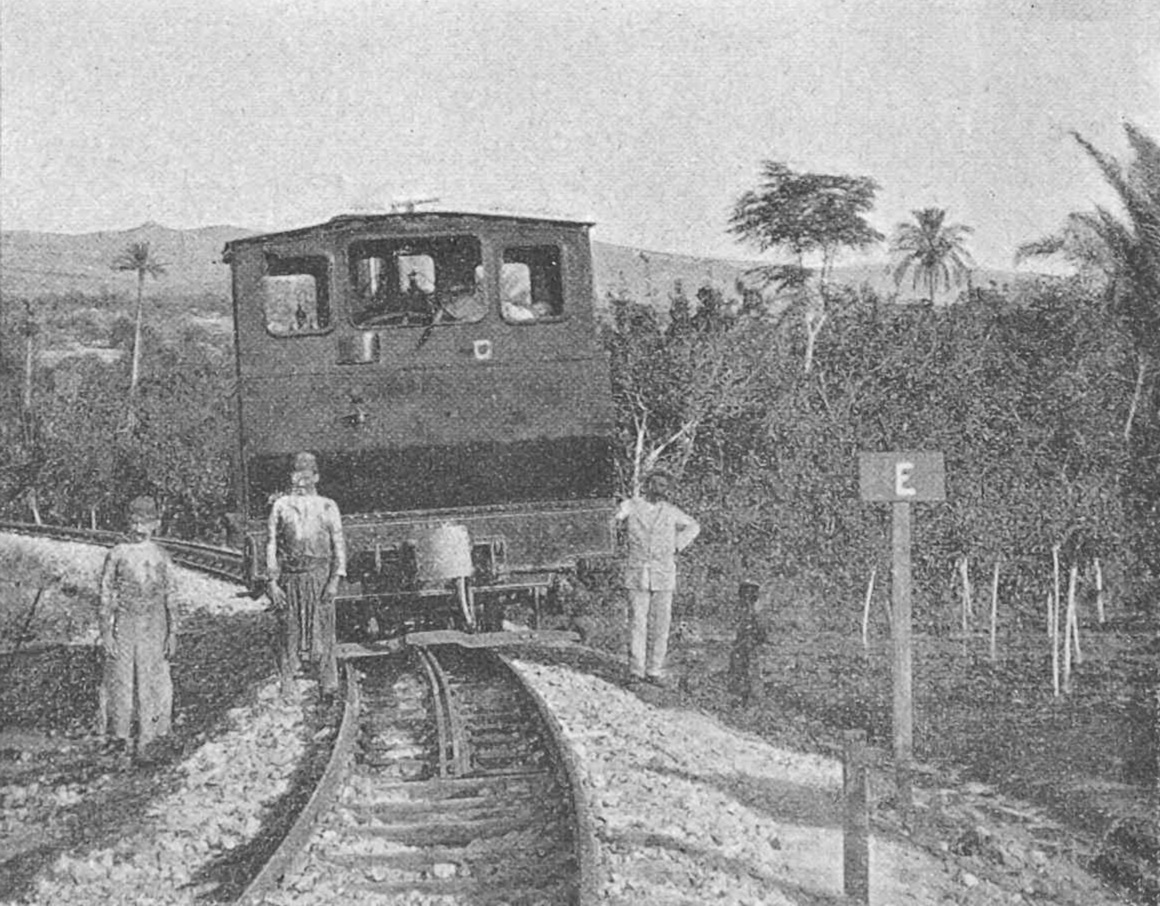
開業当初のベイルート-ダマスカス鉄道におけるB形蒸気機関車、ラック区間の導入部、1896年

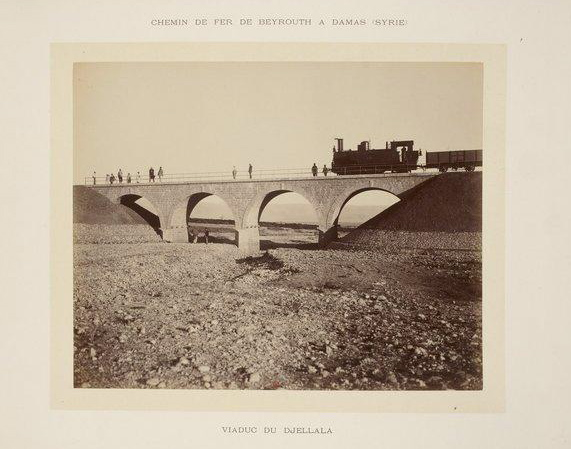
同じくB形蒸気機関車が牽引する列車、Han Murad橋、1895年

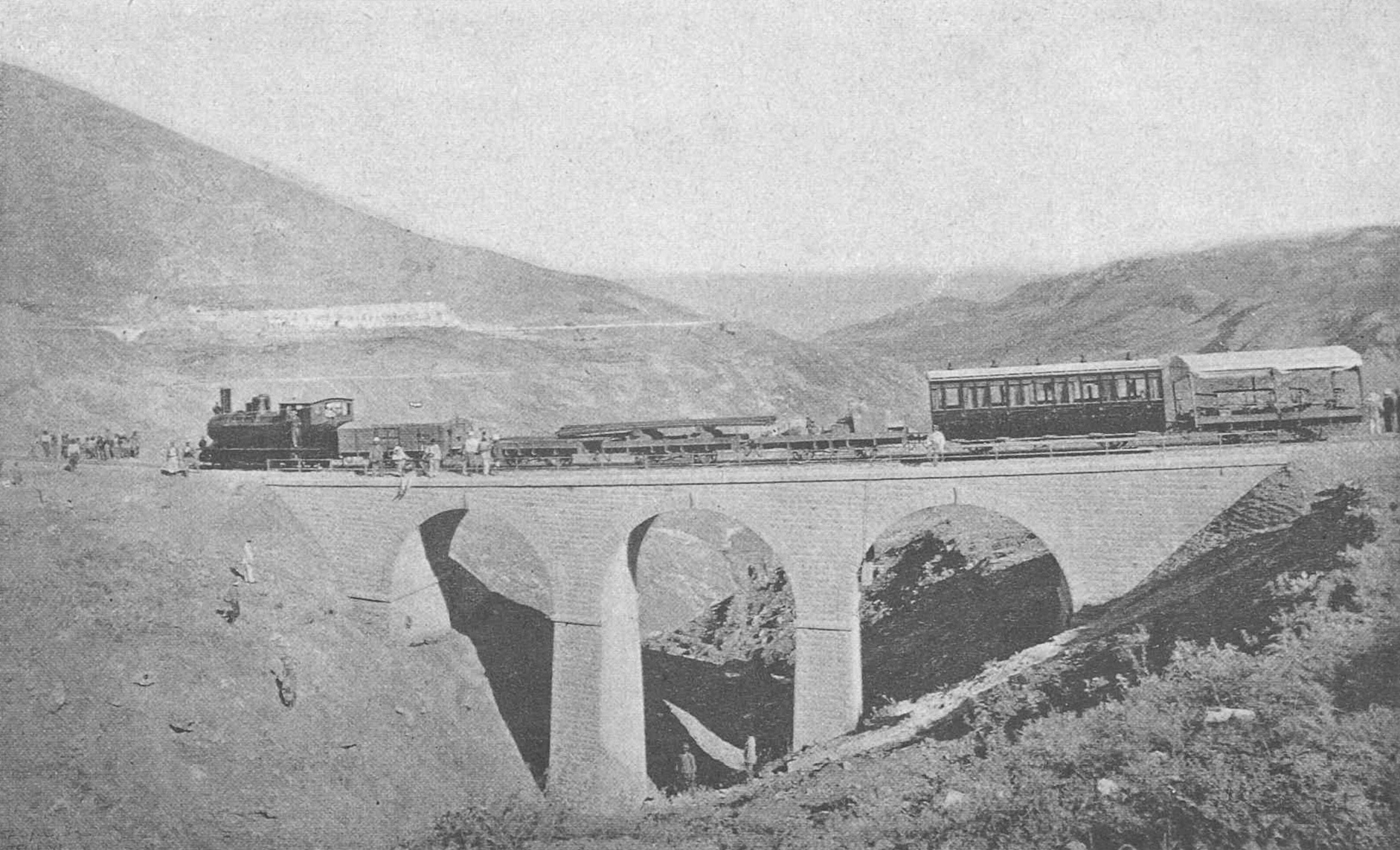
同じくB形蒸気機関車が牽引する列車、1895年

ベイルート-ダマスカス鉄道B形蒸気機関車（ベイルート-ダマスカスてつどうBがたじょうききかんしゃ）とは、レバノンとシリア間にまたがるベイルート-ダマスカス鉄道で使用された山岳鉄道用ラック式蒸気機関車である。

## 概要
1891年フランスに設立されたSociété des Chemins de fer Ottomans économiques de Beyrouth-Damas-Hauran（1893年にSociété Ottomane du Chemin de fer Damas–Hamah et prolongements (DHP)に社名変更）によって、当時オスマン帝国であった現在のレバノンのベイルートから現在のシリアのダマスカス に至る1050ｍm軌間のラック式山岳鉄道として建設された路線である通称ベイルート-ダマスカス鉄道は、標高2500-3000m級の山々が連なるレバノン山脈とアンチレバノン山脈の二つの山脈を超えるため、全144.5kmの路線のうち、34kmが最急勾配70パーミルのアブト式ラック区間となっており、使用する機材としてラック式の蒸気機関車と粘着式の蒸気機関車とを並行して導入することとなった。
ベイルート-ダマスカス鉄道が計画・建設されていた当時は、ヨーロッパにおいても営業している粘着/ラック式併用の鉄道はまだ少なく、導入される機関車の事例も限られたものであったが、その中で同鉄道では機関車をスイスのSLMに発注することとなり、製造されたラック式蒸気機関車が本項で述べる、牽引力120kN（ラック区間）を発揮し、最大勾配70パーミルで80tの列車を10km/hで牽引可能な性能を持つB形蒸気機関車となっている。本形式を製造したSLMは、当時の蒸気機関車メーカーとしては後発であったが、ラック式の蒸気機関車の製造を得意としており、ドイツのエスリンゲン社とともに世界的に多くのシェアを占め、 その後1970年頃の統計では世界のラック式蒸気機関車の33%がSLM社製となっている。
ラック式鉄道で使用される蒸気機関車のうち、粘着式とラック式双方の駆動装置を装備する機体は、粘着動輪とラックレール用ピニオンの負荷を適切に分担させる必要があることと、一般的には粘着動輪とピニオンの径が異なるため、それぞれを別個に駆動して異なる回転数で動作させる必要があることから、初期に製造された機体を除き、4シリンダ式としてシリンダーおよび弁装置2式を装備するものがほとんどであり、主にラック区間用ピニオンの配置方法などの違いにより、ヴィンタートゥール式、アプト式、ベイヤー・ピーコック式、クローゼ式ほか名称の無いものも含めいくつかの方式が存在していた。本形式の設計にあたっては、このうちのアプト式が採用されることとなったが、この方式は、動輪の前後車軸間に駆動用のピニオンを装備した中間台枠を渡し、これを粘着式駆動装置用のシリンダの間に配置したラック式駆動装置用のシリンダで駆動する方式で、ピニオンが動輪の車軸に装荷されるため、ラックレールとピニオンの嵌合が機関車本体の動揺の影響を受けないという特徴があった。なお、この方式はラックレールのアプト式を考案したのと同じカール・ローマン・アプトが考案したもので、信越本線碓氷峠で使用された1892年エスリンゲン製の国鉄3900形と同方式であった。
本形式は、ベイルート-ダマスカス鉄道開業に際して1-8号機の8機が1893-94年に導入された後、1896年に3機が、1904年にさらに2機が導入されているが、1904年に導入されたSLM製番1585の機体は、開業時に導入されたSLM製番842の2I号機を置き換えて2II号機となっている。また、本形式と並行して粘着区間での運行専用に、同じSLM製で車軸配置1'CのD形の51-56号機が1894年に導入されている。本形式のそれぞれの機番とSLM製番、製造年は下記の通りである。
- 1 - 841 - 1893年
- 2I - 842 - 1893年
- 3 - 843 - 1894年
- 4 - 844 - 1894年
- 5 - 845 - 1894年
- 6 - 846 - 1894年
- 7 - 847 - 1894年
- 8 - 848 - 1894年
- 9 - 985 - 1896年
- 10 - 986 - 1896年
- 11 - 987 - 1896年
- 2II - 1585 - 1904年
- 12- 1586 - 1904年

## 仕様
本形式と同時に導入された粘着区間専用のD形は、機関車の台枠前端ぎりぎりまでに配置されたボイラーと1'Cの車軸配置を特徴とするSLM社製標準型タンク機関車であり、煙室扉周りや運転室周りを始め、全体にシンプルなデザインのスイス製蒸気機関車の標準的なスタイルとなっているが、本形式もこの様式を踏襲しており、両形式の上回りはボイラーの太さが異なるほかは同一デザインとなっている。なお、この1'Cの蒸気機関車シリーズはイタリアのサルディーニャ鉄道の29形（1888年製）やスイスのレーティッシュ鉄道のG3/4形（1889年製）などをベースとして各国向けにさまざまなディメンションでほぼ同一スタイルの機体が生産されたものである。

### 走行装置
- 主台枠は20mm厚鋼板を左右1300mm間隔（内寸1280mm）に配置した外側台枠式の板台枠、ボイラ台とシリンダブロックは鋳鉄製で、動輪と従輪を車軸配置C1'に配置しており、動輪は900mm径、従輪は750mm径のいずれもスポーク車輪となっている。ラック方式はラックレール2条のアプト式[9]で、第1動輪と第2動輪間の軸距を1900mmと長くとり、その間の主台枠内側に有効径688mmでブレーキドラム併設のラック区間用ピニオン2軸を930mmの間隔で装備した中間台枠を前後の動輪の車軸に乗掛ける形で装荷し、これを合わせて車軸配置をC1'zzとしている。シリンダは粘着動輪用とピニオン用とそれぞれ2シリンダ単式の4シリンダ式で、左右台枠外側に粘着動輪駆動用のシリンダを水平に、内側にピニオン駆動用のシリンダを後傾（スライドバルブは水平）させて配置している。また、弁装置はいずれもジョイ式で、主動輪は粘着動輪は第2動輪、ピニオンは第2ピニオンに設定されていずれもサイドロッドで他の軸へ伝達する方式、逆転ハンドルは粘着動輪用/ピニオン用共用、加減弁およびそのハンドルはそれぞれ個別となっており、これにつながる蒸気管のうちピニオン用シリンダへの1組2本は一般的な蒸気機関車と同じく煙室内を経由しているが、もう1組の粘着動輪用シリンダへの2本は蒸気溜の前部からボイラー外部を経由してシリンダに供給されている。

### ボイラー・その他
- ボイラーは内径1280mm（第1缶胴）、火室長2000mm、煙管長3000mm、全伝熱面積が95.8m2で小煙管本数207本の飽和蒸気式であり、火室は70パーミルの下り勾配走行時に天板がボイラー水面上に出て空焚きとなることを防ぐための上部に後方への傾斜がつけられている。また、石炭はキャブ後方の炭庫へ、水はサイドタンク式の水タンクへ搭載され、後年に重油や軽油等の専燃に改造された機体もある。
- 機関車正面には煙突前部に1箇所とデッキ上左右、後部は炭庫上部と下部左右の各3箇所に丸型の引掛式の前照灯が設置されており、当初はオイルランプであったが、後に電灯式となっている。連結器は緩衝器を中央、その左右にフックとリングを装備したねじ式連結器で、通常この方式の連結器では左右のフックを車体内側でリンクで結合して、曲線通過時の変位に応じて左右のリンクをそれぞれ伸縮させる構造となっているが、本形式の前位側の連結器は4シリンダ式であるためスペースがなく、それぞれのリンクが独立して左右に首を振るだけの構造となっている。なお、併せて真空ブレーキ用の連結ホースを装備している。
- ブレーキ装置は反圧ブレーキ、手ブレーキ及び真空ブレーキである。基礎ブレーキ装置は粘着動輪は第1から第3の各動輪に片押式の踏面ブレーキが、ラック式ピニオン2基に併設されたブレーキドラムにバンドブレーキが装備され、粘着動輪用とピニオン用とでそれぞれ独立して真空ブレーキと手ブレーキが作用するために、ブレーキシリンダと手ブレーキハンドルはそれぞれ2組装備されている。

### 主要諸元
- 軌間：1050mm
- 方式：4シリンダ、飽和蒸気式タンク機関車
- 軸配置：C1'zz
- 最大寸法：全長9455mm、全幅2750mm、全高3850mm
- 全軸距：1900+1100+2250=5250mm
- 固定軸距：3000mm
- 動輪径：900mm
- 従輪径：750mm
- ピニオン有効径：688mm
- 自重：自重/運転整備重量：33.25t/42.2t[10]
- ボイラー
  - 火格子面積/火室伝熱面積/全伝熱面積：1.63m2/8.00m2/95.80m2
  - 使用圧力：12kg/cm2
  - 煙管長：3000mm
  - 煙管数：小煙管207本
- 粘着式駆動装置
  - シリンダ：380mm×500mm（径×ストローク）
  - 弁装置：ジョイ式
- ラック式駆動装置
  - シリンダ：380mm×450mm（径×ストローク）
  - 弁装置：ジョイ式
- 牽引力：約120kN
- 牽引トン数：80t（列車トン数120t）
- 最高速度：粘着区間30km/h、ラック区間15km/h
- ブレーキ装置：手ブレーキ、真空ブレーキ、反圧ブレーキ
- 水搭載量：5m3
- 石炭搭載量：2.5t

## 運行・廃車

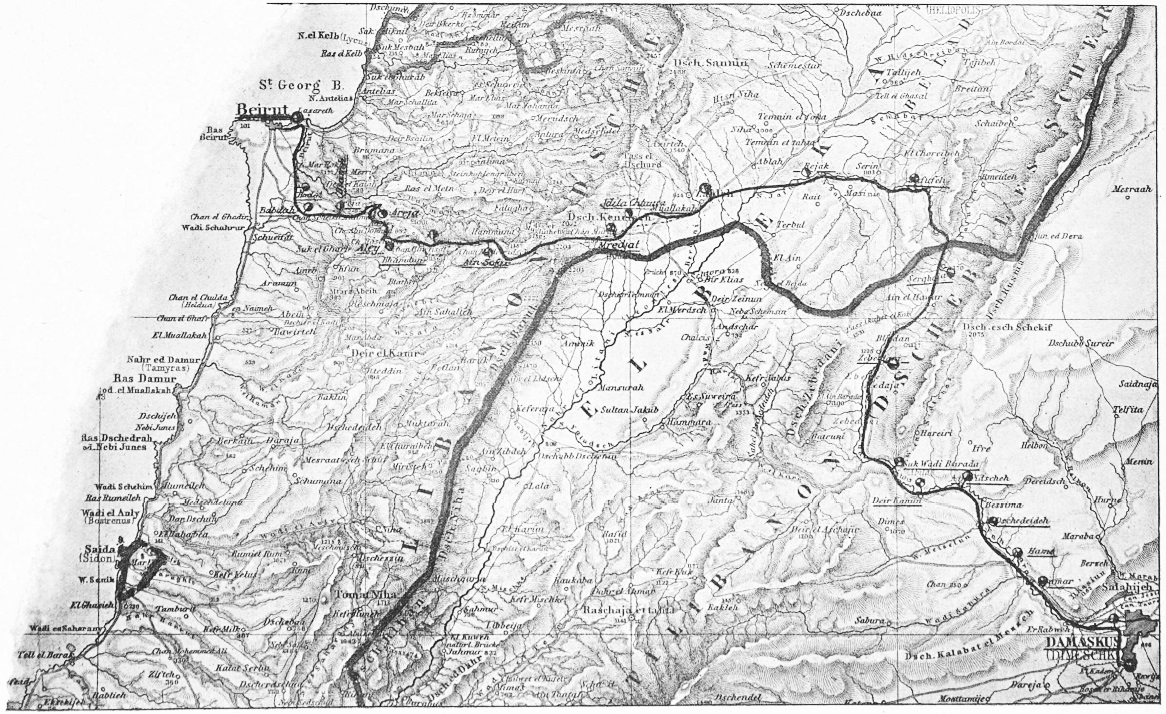
ベイルート-ダマスカス鉄道の路線図

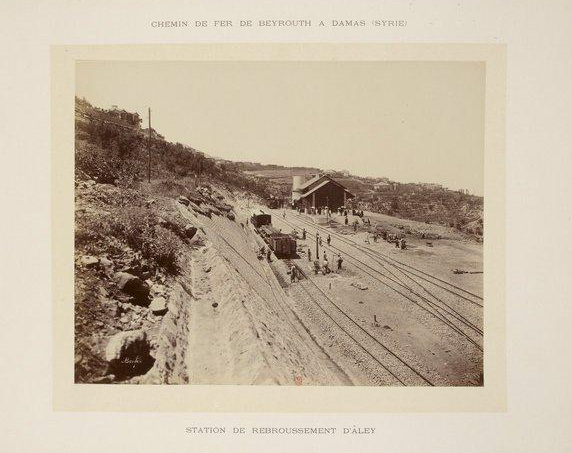
レバノン山脈のベイルート側、ラック区間中にあるスイッチバック式のAley駅、1895年

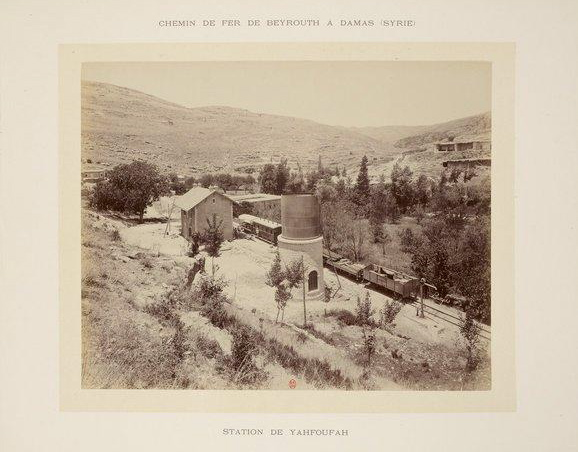
現在のレバノン-シリア国境に近いベッカー高原のYahfoufah駅、1895年

- ベイルート-ダマスカス鉄道は、地中海沿岸の港町で古くから貿易で繁栄した現レバノンの首都ベイルートから内陸の古都で現シリアのダマスカスを結ぶ全長147km、時期によって異なるが開業時は全23駅の路線で、途中最高峰が3086mのレバノン山脈と最高峰2814mのアンチレバノン山脈、その間の標高約900mのベッカー高原を超える山岳路線となっている。そのため、粘着区間で最急勾配25パーミル、ラック区間で最急勾配70パーミルとなっており、湾岸のベイルートからレバノン山脈を34kmのラック区間とChouit-Araye駅とAley駅の2箇所のスイッチバックによって37.5km地点で標高1478mのMedeireijeでレバノン山脈を越え、その後、標高約900mのベッカー高原を横断してアンチレバノン山脈を登る80km地点付近で現在のレバノン-シリア国境を越え、同山脈を粘着区間のみで90.9km地点、標高1380mで超えて標高700mのダマスカスに至っている。途中ベッカー高原など標高の高い区間は降雪地帯であり、特にレバノン山脈とアンチレバノン山脈の標高の高い区間は多くの降雪があり、必要に応じてスノーシェッドも設置されているほか、本形式などの機関車の前頭部に大型のスノープラウを設置して運行されることもあった。また、本鉄道は途中現レバノンのリヤークで1435mm軌間のアレッポ、バグダード鉄道方面の路線と、ダマスカスで1050mm軌間のヒジャーズ鉄道およびハウラン鉄道とそれぞれ接続していた。なお、1050mmという軌間は1894年に開業したダマスカス - Muzeirib間や、同時に建設されていたベイルート-ダマスカス鉄道以降、ヒジャーズ鉄道などにも引き継がれたこの地域の狭軌鉄道独特のものであったが、この軌間を採用した理由については設計もしくは建設途上におけるミスなどによるものという説なども含めいくつかの推論が挙げられているが明らかにはなっていない。
- 1895年8月のベイルート-ダマスカス鉄道の開業に際しては本形式を含む14機の蒸気機関車のほか、客車20両、貨車73両で運行を開始しており、開業当初は旅客列車1往復、貨物列車2往復を基本として季節に応じてこれに加えて列車が設定されており、全線の所要時間は12時間であった。1896年時点の年間輸送量は旅客約150千人、貨物約80千tであったが、その後列車交換の工夫などにより、1898年のダイヤでの全線の所要時間は約9時間となっており、この頃には年間旅客約350千人、貨物150千tにまで増大していた。なおｍ開業時に用意された機材の内訳は以下の通り。
  - ラック式蒸気機関車：B形1-8号機、8機
  - 粘着式蒸気機関車：D形51-56号機、6機
  - 客車：2軸1等/2等合造車10両、2軸2等車7両、3軸3等車18両[11]
  - 貨車：2軸荷物車11両、2軸有蓋車66両、2軸無蓋車108両、2軸平物車26両
- その後ベイルート-ダマスカス鉄道ではより大型で牽引力の高い、車軸配置D1'zzのA形31-37号機および同じくEzzのS形301-307号機の計14機を1906年および1924-40年に導入し、粘着区間専用機も当時のザクセン王国のザクセン機械工場[12]製で車軸配置 (B)B1'のC形61-62号機を1906年に導入して輸送力の増強を図っているが、この間に、B形のうち補修待ちであった1、9、11号機の3機についてはS形の運行開始に伴い1925年頃までにそのまま廃車となっている[13]ほか、3、4、5、8号機の4機については1949年頃までにラック式駆動装置を撤去して粘着区間専用に改造され、形式名もB形からBa形に変更となっている。
- 1956年にシリアの鉄道が国有化されて1965年1月1日シリア国鉄[14]が、1960年[15]にはレバノン 国鉄[16]がそれぞれ発足し、ベイルート-ダマスカス鉄道の運行をDHPから引き継いでおり、機材についてもそれぞれの所属となっている。本形式はB形、Ba形の2II、6-8、10、12号機の6機がレバノン国鉄の所有、Ba形の3-5号機がシリア国鉄の所有となっている。なお、A形とS形は全機がレバノン国鉄の所有となり、旧番号を引継いでそれぞれ31-37号機と301-307号機となっており、D形のうち当時残存していた51、53-56号機とC形の61、62号機はシリア国鉄の所有となっている。
- レバノン国鉄に引き継がれた2II、6-8、10、12号機は引続き同番号のままベイルート-ダマスカス鉄道で運行されていたが、1975年に勃発したレバノン内戦の影響により、ベイルート-ダマスカス鉄道のレバノン側は1976年には運行を停止したとされており、これに伴って本形式も運行されなくなり、一部機体は現在でもベイルート・コダー駅やリヤーク駅隣接の車庫内に放置されたままとなっている。
- シリア国鉄に引き継がれた旧Ba形の3-5号機は803-805号機に改番された上で運行されており、ベイルート-ダマスカス鉄道のレバノン側区間の運行停止後も残ったダマスカス - Serghaya間で、旧D形51、53-56号機である751-755号機や、旧C形61-62号機である961-962号機、旧ヒジャーズ鉄道機などとともに運行されており、2000年代前後の次点では805号機が運行されていた。その後、ベイルート-ダマスカス鉄道は2010年代でも一部区間が主に観光列車として運行されているものの本形式の使用状況は不明確であり、廃線に列車が運行されることもあって運行区間も不明瞭であるが、旧3号機である803号機は2008年にダマスカスのカダム駅および工場に併設する形で開設されたヒジャーズ鉄道博物館で、753号機や961号機ほか約20機の蒸気機関車とともに静態保存された。